# Groeberiidae
De Groeberiidae is een familie van uitgestorven zoogdieren die in het Eoceen en Oligoceen in Zuid-Amerika leefden. Na in eerste instantie te zijn ingedeeld als verwanten van de opossummuizen, wordt de familie nu beschouwd als late overlevers van de Gondwanatheria uit de Allotheria.

## Classificatie
De typesoort Groeberia minoprioi werd in 1952 beschreven en het holotype omvat een partiële onderkaak, snijtanden en vier gebroken kiezen. De soort werd ingedeeld bij de Paucituberculata, die de hedendaagse opossummuizen omvat. De anatomische kenmerken van Groeberia weken ten opzichte van de andere dieren uit de Paucituberculata echter sterk af en de classificatie was daardoor enigszins twijfelachtig. In 1970 werd met Groeberia pattersoni een tweede soort beschreven. Beide soorten zijn bekend uit de Disadero Largo-formatie uit het SALMA Divisaderan, het laatste deel van het Eoceen in Zuid-Amerika.
In 1999 werd Klohnia charrieri uit het Oligoceen beschreven, in 2010 gevolgd door Klohnia major, Epiklohnia verticalis en Praedens aberrans uit dezelfde periode.
In 2013 leidde nieuwe fylogenetische analyse tot indeling van Groeberia bij de Gondwanatheria. De veronderstelde sterk afwijkende morfologische kenmerken van Groeberia zijn binnen deze groep juist typische kenmerken. Binnen de Gondwanatheria neemt Groeberia een vrij basale positie in als aftakking van de ontwikkelingslijn naar de Sudamericidae. De overige geslachten uit de Groeberiidae werden niet meegenomen in deze analyse.

## Kenmerken
Groeberiiden hadden een robuuste, lange snuit met verlengde snijtanden en kiesachtige tanden aangepast voor een voorachterwaartse manier van kauwen, vrij typisch onder allotheriën. Groeberia was een generalistische herbivoor en mist de aanpassingen in het gebit voor het eten van gras. Epiklohnia was daarentegen mogelijk een grazer.

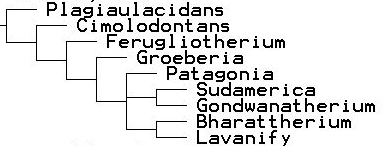
Cladogram van Groeberia